# Robert Venturi (football)
Pour les articles homonymes, voir Venturi.
Robert Venturi est un footballeur français, né le 16 février 1933 à Décines-Charpieu (Isère, aujourd'hui dans le Rhône) et mort le 25 février 2011 à Coublevie (Isère). 
Il a joué comme arrière latéral gauche dans la grande équipe du Nîmes Olympique dirigée par Kader Firoud et qui jouait les premiers rôles en championnat dans les années 1950.

## Biographie
Robert Venturi joue un total de 182 matchs en Division 1 et 27 matchs en Division 2.

## Palmarès
- Finaliste de la Coupe de France en 1958 avec le Nîmes Olympique
- Vice-Champion de France en 1958, 1959 et 1960 avec le Nîmes Olympique